# Інженерна школа у Франції
Інженерні школи у Франції (фр. École d'ingénieurs en France) – це заклади, уповноважені або акредитовані Комісією з титулів інженерів (CTI) для видачі звання дипломованого інженера. Цей список публікується раз на рік в Офіційному журналі Французької Республіки.

## Історія

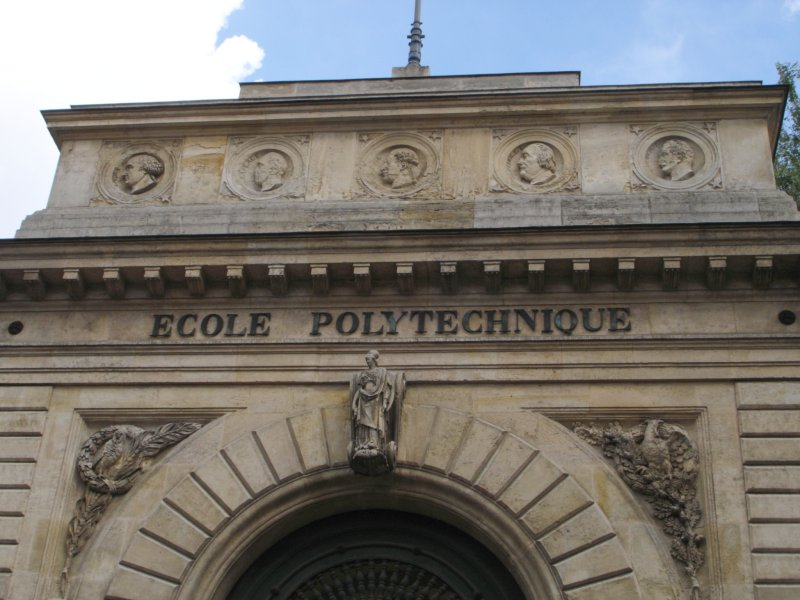
Фронтон Політехнічної школи.

Інженери спочатку були архітекторами, яким було доручено проектувати та будувати військові оборонні, транзитні, транспортні, курортні та атакувальні споруди. Таким чином ми знаходимо у римського архітектора Вітрувія та у Леонардо да Вінчі часів Відродження роботи військових машини.
Саме тоді в той час, ці дві функції цивільного і військового архітекторства були розділені в 16 столітті, з'явилася спеціальна підготовка інженерів. Найстаріші королівські школи інженерів у Франції задовольняли потреби військової інженерії, сільської інженерії та основних державних органів, відповідальних за стратегічні ресурси (маршрути руху, водні ресурси, деревина, вугілля та інші корисні копалини). Результатом стало перше покоління державних шкіл.
Національна вища школа мистецтв і ремесел, заснована в 1780 році, щоб запропонувати технічну освіту учням нації, потім у 1794 році Conservatoire national des arts et métiers, місією якої є вдосконалення національної промисловості, не були ані школами інженерів, ані доступом до цивільного обслуговування. Лише в 1907 році Національна вища школа мистецтв і ремесел створила навчальну програму, яка дозволяла присуджувати звання інженера.
На початку 19 століття в кількох містах Франції (Париж, Лілль, Ліон, Гренобль, Мюлуз, Страсбург) розвинулась діяльність наукових товариств і муніципальних курсів у галузі науки і техніки, що призвело до появи перших шкіл, які відповідали на особливу потребу цивільна промисловість з 1829 року.
Еволюція інженерної підготовки до потреб промисловості визначена Конференцією директорів французьких інженерних шкіл
У другій половині 19 століття розвивалися школи, які слідували за розвитком спеціалізованої промисловості, зокрема хімії. Наприкінці 19 століття з'явилися школи, які спеціалізувалися на галузях, пов'язаних з електрикою.

## Див.також
- Велика школа